# Luis Humberto Crosthwaite
Luis Humberto Crosthwaite (Tijuana, Baja California, 28 de febrero de 1962) es un escritor mexicano, se le reconoce por poner de manifiesto en su obra una observación sensible del territorio de la frontera norte del país por medio de personajes emblemáticos que se muestran vulnerables y cuestionan su identidad.
Según Juan Villoro, leer a Crosthwaite es un acto migratorio, un traslado sin visa ni pasaporte entre el fuego cruzado de sus idiomas. Miembro de la Real Academia del Spanglish, recrea el edén donde el país comienza y los hombres inventan la lengua con fervor adánico.

## Trayectoria
Ha sido becario del Fondo Nacional para la Cultura y las Artes (1990), Premio de testimonio Chihuahua (1992), Premio Nacional de Cuento Décimo Aniversario del Centro Toluqueño de escritores (1994). Miembro del Sistema Nacional de Creadores en México (2001-2004, 2011-2013, 2023-2025).Recibió el Premio Nacional Letras de Sinaloa en 2024.
En el año 2000 hizo la adaptación para cómic de la novela policiaca de Rafael Bernal, El complot mongol, de la cual se publicó sólo un fragmento (Ediciones Vid). Más adelante en 2017, Joaquín Mortíz y el Fondo de Cultura Económica publicaron la adaptación completa con ilustraciones de Ricardo Peláez Goycochea. 
También ha hecho adaptaciones de obras de teatro clásico para grupos teatrales de su ciudad natal. Dirigió el proyecto editorial independiente Yoremito, cuya función era promover autores del norte de México. 
Entre 2002 y 2010 se desempeñó como columnista del diario estadounidense San Diego Union-Tribune. Del 2011 al 2013 fue invitado como profesor del Departamento de Español y Portugués de la Universidad de Iowa.
Ha sido antologado en una veintena de libros, que incluye Antología de la narrativa mexicana del siglo XX, de Christopher Domínguez Michael; Las horas y las hordas, antología del cuento latinoamericano del siglo XXI, de Julio Ortega; Minificción mexicana, Relatos mexicanos postmodernos, Cuentos vertiginosos, de Lauro Zavala y Antología de la novela mexicana del siglo XX, de José Agustín.
En el año 2020, comenzó a ofrecer sus libros de manera gratuita en un grupo de Facebook creado por él. Debido a su separación con Tusquets Editores, crea la editorial "Edición Cuarentena 2020" y abrió el grupo Libros de Luis Humberto Crosthwaite en Facebook, ofreciéndolos en formato PDF; en memoria de su fallecido amigo Hebert Axel González.

## Obras
Cuento
- Marcela y el rey al fin juntos (Joan Boldó i Climent Editores, 1988)
- Mujeres con traje de baño caminan solitarias por las playas de su llanto (Universidad Pedagógica Nacional, 1990)
- No quiero escribir no quiero (Centro Toluqueño de Escritores, 1993)
- Estrella de la calle sexta (Tusquets Editores, incluye: El gran preténder, 2000)
- Instrucciones para cruzar la frontera (Joaquín Mortiz, 2002; ed. ampliada, Tusquets Editores, 2011)
- El último show del elegante Joan (Random House, 2024)

Novela
- El gran preténder (Fondo Editorial Tierra Adentro, 1990)
- La luna siempre será un amor difícil (Corunda, 1994)
- Idos de la mente - la increíble y (a veces) triste historia de Ramón y Cornelio (Joaquín Mortiz, 2001); edición ampliada, Tusquets Editores, 2010;
- Aparta de mí este cáliz (Tusquets Editores, 2009; reeditada por Penguin Random House, 2024)
- Tijuana: crimen y olvido (Tusquets Editores, 2010)
- El último show del Elegante Joan (Random House, 2024)

Testimonio
- Lo que estará en mi corazón (EDAMEX/INBA, historia oral, 1994)

Otros textos
- Misa fronteriza (Fondo de Cultura Económica, colección Vientos de Pueblo, 2024)